# Вернер Лічка
Вернер Лічка (чеськ. Werner Lička, нар. 15 вересня 1954, Глучін) — чехословацький футболіст, що грав на позиції нападника. По завершенні ігрової кар'єри — чеський тренер.
Виступав, зокрема, за клуб «Банік», а також національну збірну Чехословаччини, з якою 1980 року став олімпійським чемпіоном та бронзовим презром чемпіонату Європи

## Клубна кар'єра
Вихованець клубу «Сокол» з рідного міста Глучін. У 1973 році нападник перейшов до «Остроя» (Опава), де дебютував на дорослому рівні у нижчих лігах. Згодом Лічка проходив військову службу у клубі «Дукла» (Тахов) і 1975 році він повернувся до Опави, але незабаром перебрався до «Баніка» (Острава), де провів більшу частину своєї кар'єри і тричі вигравав чемпіонат Чехословаччини та один раз кубок країни. Також Лічка двічі ставав найкращим бомбардиром чемпіонату Чехословаччини у 1980 та 1984 роках.
Згодом з 1986 по 1990 рік грав у складі французького «Гренобля» та бельгійських клубів «Берхем» та «Жерміналь-Екерен».
Завершував ігрову кар'єру у нижчолігових французьких командах «Кале» та «Олімпік» (Гранд-Сінт), за які виступав протягом до 1992 року.

## Виступи за збірну
16 квітня 1980 року дебютував в офіційних матчах у складі національної збірної Чехословаччини в товариській грі проти Іспанії (2:2). А вже у червні поїхав з командою на чемпіонат Європи 1980 року в Італії, на якому зіграв два матчі, а команда здобула бронзові нагороди.
Наступного місяця у складі олімпійської збірної був учасником футбольного турніру на Олімпійських іграх 1980 року у Москві. На цьому турнірі Вернер зіграв усі 6 ігор і забив гол у півфіналі проти Югославії (2:0), а команда здобула титул олімпійського чемпіона.
Загалом протягом кар'єри у національній команді, яка тривала 2 роки, провів у її формі 9 матчів, забивши 1 гол — 9 вересня 1981 року в Празі збірній Уельсу в рамках відбору до чемпіонату світу 1982 року.

## Кар'єра тренера
Кар'єру тренера розпочав у остравському «Баніку» помічником тренера в сезоні 1992/93, після чого став головним тренером команди, з якою пропрацював до 1995 року.
Згодом протягом 1995—1996 років очолював тренерський штаб клубу «Світ» (Злін), потім знову повернувся в «Банік», який очолював до 2000 року. Паралельно він працював у чеській збірній як асистент.
У 2000 році Лічка поїхав у Катар тренувати команду «Катар СК». У травні 2001 року його знову покликали в «Банік», але пробувши там невеликий термін як виконувач обов'язків, Лічка відхилив пропозицію і поїхав до Польщі працювати у варшавську «Полонію», яку очолював до кінця сезону, програвши матч за Суперкубок Польщі «Віслі» (Краків).
У середині 2002 року він був призначений тренером молодіжної збірної, яку покинув у грудні 2003 року.
У квітні 2004 року він був призначений тренером польського «Гурника» з Забже, а згодом тренував інші польські клуби «Полонія» (Варшава) та «Вісла» (Краків), вигравши з останньою чемпіонат Польщі у 2005 році.
У 2007 році Лічка повернувся до «Баніка», де працював спортивним директором і 2009 та 2010 ненадовго очолював команду як в.о. головного тренера.
Останнім місцем тренерської роботи був клуб другого польського дивізіону «Радомяк» (Радом), головним тренером команди якого Вернер Лічка був з 2016 по 2017 рік.

## Титули і досягнення

### Як гравця
- Чемпіон Чехословаччини (3):

«Банік» (Острава): 1975/76, 1979/80, 1980/81
- Володар Кубка Чехословаччини (1):

«Банік» (Острава): 1977/78
- Олімпійський чемпіон (1):

Чехословаччина: 1980

### Як тренера
- Чемпіон Польщі (1):

«Вісла» (Краків): 2004/05

### Індивідуальні
- Найкращий бомбардир чемпіонату Чехословаччини: 1979/80 (18 голів), 1983/84 (20 голів)
- Член Клубу бомбардирів Ліги (гравці з 100 і більше голами в матчах чемпіонату Чехословаччини)

## Особисте життя
Його сини, Маріо та Марцел Лічка, також були професіональними футболістами.